# اندیس آرخاشان
آرخاشان یک اندیس غیرفلزی است که در حوالی شهر سیه چشمه استان آذربایجان غربی قرار دارد و مادهٔ معدنی موجود در آن، تالک است.  